# أفتانديل إبراليدزي
أفتانديل إبراليدزي (3 أكتوبر 1991 بتبليسي في جورجيا - ) هو لاعب كرة قدم جورجي في مركز الوسط. شارك مع منتخب جورجيا لكرة القدم. أما مع النوادي، فقد لعب مع نادي جل فيسنتي وU.D. Oliveirense ‏ وC.F. Esperança de Lagos ‏.

## روابط خارجية
- أفتانديل إبراليدزي على موقع الاتحاد الدولي (مؤرشف)  (الإنجليزية)
- أفتانديل إبراليدزي على موقع ناشيونال فوتبول تيمز (الإنجليزية)
- أفتانديل إبراليدزي على موقع Soccerway.com (الإنجليزية)
- أفتانديل إبراليدزي على موقع AS.com (الإسبانية)